# Lijst van rijksmonumenten in Reusel-De Mierden
De gemeente Reusel-De Mierden telt 21 inschrijvingen in het rijksmonumentenregister. Hieronder een overzicht. 

## Hooge Mierde
De plaats Hooge Mierde telt 8 inschrijvingen in het rijksmonumentenregister. Zie Lijst van rijksmonumenten in Hooge Mierde voor een overzicht.

## Hulsel
De plaats Hulsel telt 3 inschrijvingen in het rijksmonumentenregister.
| Object                                                    | Oorspronkelijke functie? | Bouwjaar            | Architect | Locatie     | Coördinaten?                  | Nr.?   | Afbeelding        |
| --------------------------------------------------------- | ------------------------ | ------------------- | --------- | ----------- | ----------------------------- | ------ | ----------------- |
| Terrein waarin overblijfselen van een nederzetting        | Archeologisch monument   | Romeinse tijd       |           |             | 51° 22' 38" NB, 5° 11' 14" OL | 45541  | Upload foto       |
| Terrein waarin overblijfselen van een kerk en een kerkhof | Archeologisch monument   | vroege middeleeuwen |           |             | 51° 23' 22" NB, 5° 10' 49" OL | 46043  | Upload foto       |
| St. Clemenskerk                                           | Kerk en kerkonderdeel    | 1889                |           | Huisacker 2 | 51° 23' 17" NB, 5° 10' 42" OL | 518684 | Meer afbeeldingen |

## Lage Mierde
De plaats Lage Mierde telt 4 inschrijvingen in het rijksmonumentenregister.
| Object | Oorspronkelijke functie? | Bouwjaar         | Architect | Locatie           | Coördinaten?                 | Nr.?   | Afbeelding           |
| --- | ------------------------ | ---------------- | --------- | ----------------- | ---------------------------- | ------ | -------------------- |
| R.K. kerk van St. Stephanus | Kerk en kerkonderdeel    | 15e eeuw (schip) |           | Dorpsplein 1      | 51° 24' 22" NB, 5° 8' 58" OL | 22236  | Meer afbeeldingen    |
| Toren van de R.K. Kerk | Kerk en kerkonderdeel    |                  |           | Dorpsplein bij 1  | 51° 24' 22" NB, 5° 8' 57" OL | 22237  | Meer afbeeldingen    |
| Boerderij van het Kempische langgeveltype, rieten wolfdak met voet met pannen, kruiskozijnen met kleine roedenverdeling en luiken | Boerderij                |                  |           | Wellenseind 6     | 51° 25' 0" NB, 5° 8' 44" OL  | 22241  | Meer afbeeldingen    |
| Villa De Mispelbocht | Woonhuis                 | 1935             |           | Kloosterstraat 41 | 51° 24' 39" NB, 5° 8' 54" OL | 518686 | Villa De Mispelbocht |

## Reusel
De plaats Reusel telt 3 inschrijvingen in het rijksmonumentenregister.
| Object                          | Oorspronkelijke functie? | Bouwjaar | Architect | Locatie              | Coördinaten?                 | Nr.?   | Afbeelding        |
| ------------------------------- | ------------------------ | -------- | --------- | -------------------- | ---------------------------- | ------ | ----------------- |
| Tramwegmaatschappij De Meijerij | Woonhuis                 | 1890     |           | Turnhoutseweg 52     | 51° 21' 1" NB, 5° 7' 47" OL  | 518676 | Meer afbeeldingen |
| Tramwegmaatschappij De Meijerij | Opslag                   | 1897     |           | Turnhoutseweg bij 52 | 51° 21' 1" NB, 5° 7' 47" OL  | 518677 | Meer afbeeldingen |
| NV Karel 1                      | Industrie                | 1920     |           | Turnhoutseweg 22     | 51° 21' 27" NB, 5° 8' 49" OL | 518687 | Meer afbeeldingen |

's-Hertogenbosch ·
Alphen-Chaam ·
Altena ·
Asten ·
Baarle-Nassau ·
Bergeijk ·
Bergen op Zoom ·
Bernheze ·
Best ·
Bladel ·
Boekel ·
Boxtel ·
Breda ·
Cranendonck ·
Deurne ·
Dongen ·
Drimmelen ·
Eersel ·
Eindhoven ·
Etten-Leur ·
Geertruidenberg ·
Geldrop-Mierlo ·
Gemert-Bakel ·
Gilze en Rijen ·
Goirle ·
Halderberge ·
Heeze-Leende ·
Helmond ·
Heusden ·
Hilvarenbeek ·
Laarbeek ·
Land van Cuijk ·
Loon op Zand ·
Maashorst ·
Meierijstad ·
Moerdijk ·
Nuenen, Gerwen en Nederwetten ·
Oirschot ·
Oisterwijk ·
Oosterhout ·
Oss ·
Reusel-De Mierden ·
Roosendaal ·
Rucphen ·
Sint-Michielsgestel ·
Someren ·
Son en Breugel ·
Steenbergen ·
Tilburg ·
Valkenswaard ·
Veldhoven ·
Vught ·
Waalre ·
Waalwijk ·
Woensdrecht ·
Zundert